# Numero multiperfetto
In matematica, il concetto di numero multiperfetto è la generalizzazione di quello di numero perfetto.
Dato un numero naturale {\displaystyle k,} un numero {\displaystyle n} è chiamato {\displaystyle k}-perfetto se e solo se la somma di tutti i divisori di {\displaystyle n} (la funzione divisore {\displaystyle \sigma (n)}) è uguale a {\displaystyle kn;} un numero è dunque perfetto se e solo se è 2-perfetto. Un numero che è {\displaystyle k}-perfetto per un qualche {\displaystyle k} è chiamato genericamente numero multiperfetto. A luglio 2004 è noto che esistono numeri {\displaystyle k}-perfetti per ogni valore di {\displaystyle k} fino a 11.
Può essere dimostrato che:
- Per un dato numero primo {\displaystyle p,} se {\displaystyle n} è {\displaystyle p}-perfetto e {\displaystyle p} non divide {\displaystyle n,} allora {\displaystyle pn} è {\displaystyle (p+1)}-perfetto. Questo implica che se un intero {\displaystyle n} è un numero 3-perfetto divisibile per 2 ma non per 4, allora {\displaystyle n/2} è un numero perfetto dispari. Siccome si ritiene assai improbabile che esistano numeri perfetti dispari, risulta verosimile che i numeri 3-perfetti siano tutti multipli di 4.
- Se {\displaystyle 3n} è {\displaystyle 4k}-perfetto e 3 non divide {\displaystyle n,} allora {\displaystyle n} è {\displaystyle 3k}-perfetto.

## I più piccoli numerik-perfetti noti
La seguente tabella mostra i più piccoli numeri {\displaystyle k}-perfetti per {\displaystyle k\leq 7}:
| k | Numero k-perfetto più piccolo                                               | Scoperto da                |
| - | --------------------------------------------------------------------------- | -------------------------- |
| 1 | 1                                                                           | sconosciuto                |
| 2 | 6                                                                           | sconosciuto                |
| 3 | 120                                                                         | sconosciuto                |
| 4 | 30.240                                                                      | René Descartes, 1638 circa |
| 5 | 14.182.439.040                                                              | René Descartes, 1638 circa |
| 6 | 154.345.556.085.770.649.600                                                 | R.D. Carmichael, 1907      |
| 7 | 141.310.897.947.438.348.259.849.402.738.485.523.264.343.544.818.565.120.000 | T.E. Mason, 1911           |